# Giovanna (album)
Giovanna è un album della cantante italiana Giovanna, pubblicato dall'etichetta Ri-Fi nel 1982.
Si tratta del primo album dell'artista contenente canzoni in napoletano.

## Tracce
1. Reginella (Lama, Bovio)
2. Canzone appassiunata (E.A. Mario)
3. Miezzo o grano (Nardella, Nicolardi)
4. Pupatella (Buongiovanni, Bovio)
5. Napulitanata (Costa)
6. Schiavo e te (G. Nocetti)
7. Era de Maggio (Costa, Di Giacomo)
8. 'Na sera 'e Maggio (Cioffi, Pisano)
9. Povero guappo (Bovio, Albano)
10. Mandulinata a Napule (Tagliaferri, Murolo)

## Formazione
- Giovanna – voce
- Cosimo Fabiano – basso
- Sergio Farina – chitarra, bouzouki
- Matteo Fasolino – sintetizzatore, cori, programmazione
- Alfredo Golino – batteria, percussioni
- Sante Palumbo – tastiera
- Sergio Fanni – tromba, flicorno
- Hugo Heredia – sax, flauto
- Giulia Fasolino – cori